# 전략자위대
전략자위대(일본어: 戦略自衛隊 센랴쿠지에에타이[*], JSSDF)는 《신세기 에반게리온》에 등장하는 가공의 군사조직이다. 신세기 TVA판에서 군용병기를 동원해 사도를 공격하는 모습으로 처음 등장했다. 작중에서 자위대가 유엔군의 지휘 하에 들어가자 일본 정부가 분쟁 시 무력행사를 하기 위해 창설했다.